# Klammljoch
Klammljoch (2288 m) je visoki planinski prijevoj u Alpama na granici između Austrije i Italije.
Povezuje austrijsku pokrajinu Tirol s talijanskom pokrajinom Južni Tirol, a nalazi se između mjesta St. Jakoub in Dejfreggin i Sand in Taufers. Strmi makadam preko prijevoja je zatvoren za motorna vozila, ali se može proći biciklom.

## Vanjske poveznice
|  | Zajednički poslužitelj ima još gradiva o temi Klammljoch |